# Вельва

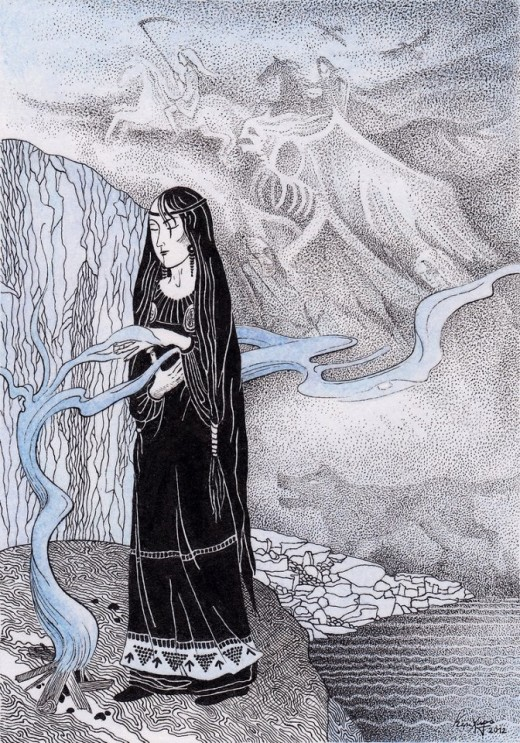
Вельва

Вельва (давн.-сканд. völva, vala, spákona) — віщунка у германо-скандинавській міфології. Вельва згадується у Старшій Едді Сноррі Стурлусона та у інших сагах. Жінки-провидиці також володіли давніми чарами — сейдом. Вельви практикували шаманізм, пророкування, чаклунство та інші види місцевої магії, зв'язані з жінками.

## Етимологія
Одне із позначень вельви fjǫlkunnig («та, що багато знає»). Це вказує на те, що вельви були жінками, які практикували seiðr (давню скандинавську магію) , spá (ясновидіння) і galdr (обряди та заклинання).
Давньоскандинавське spákona або spækona (давн-англ. spæwīfe) є спорідненим з vǫlva та дослівно означає «жінка, яка ясно бачить».
Від давньоскндинавського слова spá або spæ, що споріднене з пророцтвом утворилося сучасний англійський термін spy — шпигун; від прагерм. spá та має праіндоєвропейський корінь *(s)peḱ («бачити», «спостерігати») і відповідно співвідноситься з латинським словом specio («я бачу») і санскр. spaśyati, paśyati («бачити»)
Міфологічні джерела вказують на те, що вельв шанували з давніх-давен, адже вони володіли потаємними знаннями та навіть Одін прийшов до пророчиці щоб дізнатись про свою долю та долю усіх богів. У Старшій Едді Сноррі Стурлусона пророцтвам вельви, розбудженої Одіном, присвячено цілий розділ (один з найпопулярніших), де вона розповідає про створення світу («те, що бачила і чула») та аж до останніх часів, загибелі богів — Рагнареку та відродження світу після останньої битви («те, що передрікає») У пророцтві Вьольви розмова ведеться як від першої особи («бачила я») та від третьої особи (пам'ятає вона).

## Саги та Старша Едда

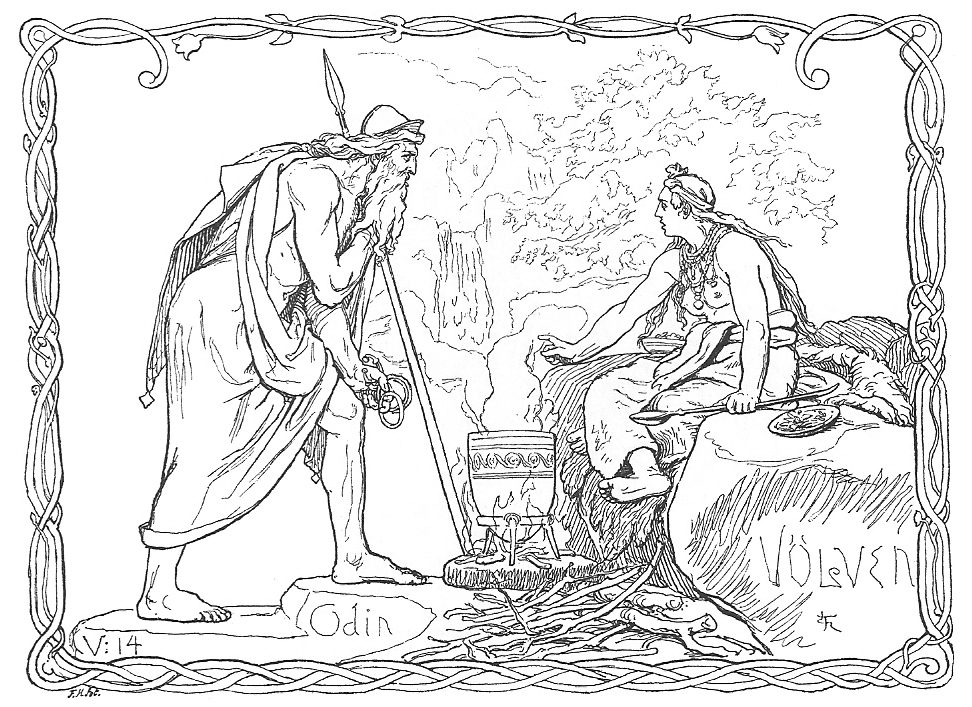
Фреліх (Frølich) «Одін та вельва»

Інші згадки про вельв зустрічаються у «Мові Надрозумного» (Мова Свіпдаґа ІІ; Fjölsvinnsmál (Svipdagsmál II)), в Сагах про Еріка Рудого та сагах про інглінгів.
Міфологічні уявлення, що лежать в основі пісні, пов'язані з первісним, язичницьким мисленням, їх систематизували вже пізніше та зазнали впиву християнства. Звідси ідея вини та спокути, засудження жадоби золота, християнський погляд на жінку як на першопричину усіх бід.
Вельви не були безвинними провидицями. Богиня Фрейя, що була найобізнанішою в магії, була не тільки богинею кохання, але й богинею смерті, насилала агонію, муки та страждання.
У піснях про «Норна-Геста» також згадується провидиця (Spákona), яка подорожувала по селам та передбачала долю людей.
У сагах про Еріка Рудого також опис чаклунки-вьольви:
Колись в Гренландії був голод. Хтось їхав на промисли та повертався з невеликою здобиччю, а дехто зовсім не повертався. У селищі жила жінка на ім'я Торбйорг, яку ще називали «Малою Вельвою». Колись вона мала дев'ятьох сестер, але вижила тільки вона одна. Торбйорг любила ходити на різні святкування, особливо взимку, а її часто запрошували ті, хто бажав дізнатися про своє майбутнє та чи врожайним буде рік. Так як Торкель був найшанованішим господарем земель, то його посилають до ворожки розвідати коли і як закінчиться голод.
Він запрошує її до себе, влаштовує застілля та гарний прийом, як зазвичай і прийнято, коли приходили такі особливі гості. Їй приготували особливе місце із подушкою, набитою курячим пір'ям.
Коли вона прийшла ввечері з людиною, висланою їй назустріч, вона була одягнена в синій плащ, зав'язаний спереду ремінцями і оздоблений дорогоцінними камінчиками до самого подолу. На шиї у неї були скляні намиста, а на голові — чорна смушева шапка, підбита білим котячим хутром. В руці вона тримала посох, оправлений жовтою міддю і самоцвітами. Пояс у неї був з труту, а на поясі висів великий гаманець, в якому вона зберігала зілля для ворожби. Вона була взута в волохаті черевики з телячої шкіри, і на них були довгі і міцні ремінці з великими пряжками з жовтої міді. На руках у неї були рукавички з котячого хутра, білі і пухнасті зсередини.
Коли вона увійшла в будинок, всі вважали своїм обов'язком шанобливо її вітати, а вона приймала вітання в залежності від того, наскільки співрозмовник був їй приємний. Торкель взяв ворожку за руку і привів її до місця, що було їй приготовано заздалегідь. Потім він попросив її подивитись на його стада, домочадців і будинок. Але вона нічого не сказала.
Увечері накрили на столи, і ось що було подано ворожки: каша на козячому молоці і страва з сердець всіх тварин, які там були. У ній була ложка з жовтої міді і ніж з руків'ям із моржової кістки, стягнутої двома мідними кільцями. Вістря його було обламаним.
Коли столи були прибрані, Торкель підійшов до Торбйорг і запитав, чи їй сподобався його будинок і чи скоро він отримає відповіді на запитання. Вона сказала, що відповість тільки на наступний ранок, після того як проспить там ніч.

Під кінець наступного дня їй було приготовано все, що потрібно для ворожби. Вона попросила, щоб їй допомогли жінки, які знають пісню, необхідну для ворожби і звану вардлок. Але таких жінок не знайшлося. Стали шукати в селищі, чи не знає хто цієї пісні. 
Тоді Гудрід сказала:
— Я не чаклунка і не ворожка, але коли я була в Ісландії, Халльдіс, моя прийомна мати, навчила мене пісні, яку вона називала вардлок.
Торбйорг відповідала:
— Тоді твоє знання доречне
Гудрід каже:
— Це така пісня і такий обряд, в яких мені не пристало брати участь. Адже я християнка.
Торбйорг відповідає:
— Можливо, ти б допомогла людям, і тобі не стало б від цього гірше. Але це справа Торкеля подбати про те, що мені потрібно.
Торкель став вмовляти Гудрід, і вона погодилась.
Жінки стали кільцем навколо помосту, на якому сиділа Торбйорг, і Гудрід заспівала пісню так добре і красиво, що ніхто раніше не чув, щоб її співали настільки гарним голосом. Віщунка подякувала її за пісню.
— Багато духів з'явилося тепер, — сказала вона, — любо їм було слухати пісню, а раніше вони хотіли втекти від нас і не слухали. Мені тепер зрозуміло багато чого з того, що раніше було приховано і від мене, і від інших. Я можу тепер сказати, що голод скоро скінчиться і кращі часи настануть навесні. Хвороба, яка довго лютувала тут, припиниться швидше, ніж можна було очікувати. А тобі, Гудрід, я відразу ж віддячу за твою допомогу, бо я тепер ясно бачу твою долю. Ти матимеш тут, в Гренландії, в найпочесніший шлюб, але він не буде довгим, бо всі шляхи твої ведуть до Ісландії, і там від тебе з'явиться великий і славний рід, і над твоїм потомством засяє яскраве світло. Будь же здорова і щаслива, дочка моя!
Потім люди стали підходити до ворожки, і кожен питав про те, що хотів би дізнатися. Вона відповідала охоче, і мало що не збулося з того, що вона передбачила.
Після цього за нею прийшли з сусіднього хутора, і вона пішла туди. Тоді послали за Торбйорном, адже він не захотів залишатися в будинку, поки там вдавалися до марновірства.
Незабаром, як тільки почалася весна, погода покращилася, точно як передбачила Торбйорг. Торбйорн спорядив свій корабель і поплив до крутого схилу, де Ейрік прийняв його з розпростертими обіймами і похвалив за те, що він приїхав. Торбйорн залишився у нього на зиму зі своїми людьми. Навесні Ейрік дав Торбйорну землю на Пальовому Мису (Stokkanes). Там була побудована хороша садиба, і з тих пір Торбйорн там і жив.

## Християнізація
У часи активної християнізації сандинавських земель римо-католицько церквою, багато провидиць та чаклунок було засуджено до страти. Зникнення вьольв було спровоковано переслідуваннями зі сторони церкви. Церква разом з урядом впроваджує закони, які забороняють чаклунство, як ось 16 закон про канони прийнятий під керівництвом короля Едгара у X столітті. Закон оголосив чародійок, чаклунів, мертвопоклонників, іновірців та повій вигнанниками та згідно його правил, священник мав викорінювати язичництво і забороняти ритуали, ідолопоклоніння, передбачення, магію, поклоніння рослинам, тваринам, духам та інше, що суперечило канонам церкви.
Відродження язичницьких традицій у Європі вдбулось з послабленням церковного гніту та ще більше — з приходом неоязичництва.